# Stand Up!!
Stand Up!! es una serie de televisión japonesa emitida en la TBS. Estrenada en verano de 2003, la serie fue emitida los viernes a las 22.00 horas. Llamó la atención por el trato y la visión que daba con respecto al sexo, pues por un lado se mostraba la actitud japonesa de tema tabú por parte de los adultos, y por otra las ganas de experimentar de los jóvenes. Contaba con las estrellas Kazunari Ninomiya del grupo Arashi y Tomohisa Yamashita de NEWS. 

## La serie
4 amigos se dan cuenta un día que son los únicos chicos vírgenes de su colegio. Durante las vacaciones de verano, una chica a la que conocieron hace 11 años vuelve a su barrio; A pesar de la atracción que sentían por ella cuando eran niños, pronto se dan cuenta de que actualmente ella es tan solo una mera sombra de la "princesa" a la que conocían. 
La historia se centra en estos 4 chicos y su amiga de la infancia, y de sus vidas en el barrio de Shinagawa, en Tokio.

### Episodios
|        | Nombre del episodio | Nombre en romanji            | Traducción                                              | Fecha de emisión         | Índices |
| ------ | ------------------- | ---------------------------- | ------------------------------------------------------- | ------------------------ | ------- |
| Ep. 1  | 17歳の性事情        | Jūnanasai no Sei Jijō        | La situación sexual de los 17 años                      | 4 de julio de 2003       | 14.0%   |
| Ep. 2  | ㊙お泊まり計画！!   | Maruhi Otomari Keikaku!      | ¡Plan de alto secreto para pasar la noche fuera!        | 11 de julio de 2003      | 12.3%   |
| Ep. 3  | 親達のいない夜！    | Oyatachi no Inai Yoru!       | ¡Una noche sin padres!                                  | 18 de julio de 2003      | 11.6%   |
| Ep. 4  | 緊張の初体験！      | Kinchō no Shotaiken!         | ¡Una ansiosa primera vez!                               | 25 de julio de 2003      | 7.5%    |
| Ep. 5  | ついに卒業第一号    | Tsui ni Sotsugyō Dai-ichi-gō | Al fin, la primera graduación                           | 1 de agosto de 2003      | 9.7%    |
| Ep. 6  | 火傷しそうな恋！    | Yakedo Shisō na Koi!         | ¡Un amor que hará que te quemes!                        | 8 de agosto de 2003      | 10.4%   |
| Ep. 7  | 純潔 VS 恋愛セレブ  | Junketsu VS Ren'ai Serebu    | Pureza Vs. Celebridad del amor                          | 15 de agosto de 2003     | 7.9%    |
| Ep. 8  | 高校生の妊娠問題    | Kōkōsei no Ninshin Mondai    | Los problemas de embarazo de un estudiante de instituto | 22 de agosto de 2003     | 8.4%    |
| Ep. 9  | 親友に奪われた恋    | Shinyū ni Obawareta Koi      | Amor arrebatado por un mejor amigo                      | 29 de agosto de 2003     | 8.9%    |
| Ep. 10 | 傷だらけの初体験    | Kizudarake no Shotaiken      | Una primera vez cubierta de heridas                     | 5 de septiembre de 2003  | 11.3%   |
| Ep. 11 | 童貞の夜明け！      | Dōtei no Yoake!              | ¡Libertad para la virginidad!                           | 12 de septiembre de 2003 | 9.9%    |